# Gau
Gau ist ein mehrdeutiger und letztlich unscharfer Begriff für Region, Landschaft oder Verwaltungseinheit.

## Etymologie
Die Herkunft des althochdeutschen Wortes geuui (gewi), gouwi ‚Landstrich‘ ist unsicher. Das Wort ist im Gotischen, im Althochdeutschen, im Altfriesischen und im Altenglischen als Neutrum bezeugt. Erklärungsmöglichkeiten sind:
- Urgermanisch *gaw-ja- ‚Gegend, Landschaft‘, verwandt mit armenisch gawaṝ ‚Gebiet, Vaterstadt, Dorf‘ und mit diesem zu einer indogermanischen Wurzel *ghəu-. Hierzu lässt sich griechisch chṓra f., chõros m. ‚freier Raum, Gegend, Land‘ vergleichen, das von der indogermanischen Vollstufe *ghō(u)- ausgeht.
- Urgermanisch *ga-au-ja ‚Gesamtheit der Dörfer‘, vergleiche hierzu althochdeutsch inouwa f. ‚Wohnung, Wohnsitz‘ sowie griechisch oíē ‚Dorf‘.
- Urgermanisch *ga-agwja- ‚das am Wasser gelegene [Land]‘, zu germanisch *awjō ‚Wasser‘ (vergleiche Au). Diese lange Zeit favorisierte Herleitung bereitet sowohl in bedeutungsmäßiger als auch in lautlicher Hinsicht Schwierigkeiten.

Die Lautvarianten Gau und Gäu richteten sich ursprünglich danach, ob ein /i/ oder ein das /w/ verdoppelndes /j/ folgte. Die umgelautete Variante, althochdeutsch geuui, stand damit ursprünglich im Nominativ, die nicht umgelautete, althochdeutsch gouwi, ursprünglich im Obliquus. Allerdings haben sich die beiden Lautungen schon in althochdeutscher Zeit zu vermischen begonnen.
Die schon im 12. Jahrhundert außer Gebrauch gekommene Bezeichnung Gau für eine bestimmte Landschaft beziehungsweise Region lebt regional in Kantonsnamen, in Landschaftsnamen und in Ortsnamenzusätzen fort. Von Historikern des 17. bis 19. Jahrhunderts wurde das Wort fachsprachlich wiederbelebt, als sie über mittelalterliche Zustände schrieben. Damals setzte sich auch das männliche Genus (der Gau) anstelle des ursprünglich sächlichen (das im Fall von das Gäu immer noch gilt) durch, vielleicht in Anlehnung an lateinisch pāgus ,Gau, Distrikt‘. Durch die Aufnahme in die Terminologie des Dritten Reiches wurde das Wort Gau in der Partei-, Amts- und Alltagssprache verwendet. Dieser politische Gebrauch endete 1945 mit dem Kriegsende abrupt.

## Begriffsgeschichte

### Gaue im Mittelalter

Herzogtümer (farbig) und Gaue um das Jahr 1000

Der „Gau“ (pagus) als Bezeichnung einer Landschaft reicht mit den Belegen in die merowingische Zeit zurück. Es fehlen jedoch Hinweise für die Annahme, dass das Wort Gau in germanischer Zeit einer Verwaltungsgliederung entsprochen hätte. Hierbei dürfte es sich um eine Fehldeutung der historischen Forschung des 18. und 19. Jahrhunderts handeln.
In karolingischer Zeit trat mit einzelnen Belegen am Ende des 8. Jahrhunderts und verbreitet im 9. Jahrhundert der Begriff der „Grafschaft“ (comitatus) als Verwaltungsbezirk auf, dem ein „Graf“ (comes) vorstand. Das Amt des Grafen selbst ist bereits in merowingischer Zeit bezeugt, doch ohne Hinweise auf feste Amtsbezirke. Es gibt Hinweise darauf, dass die Grafschaften (comitatus) auf Grundlage der Gaue (pagi) errichtet wurden, allerdings auch Hinweise dafür, dass innerhalb eines Gaus mehrere Grafschaften bestanden oder dass Grafschaften sich über Gaugrenzen oder mehrere Gaue hinweg ausdehnten. So wird die Einführung und Verwendung der Begriffe Gaugraf und Gaugrafschaft durch Historiker des 18. und 19. Jahrhunderts heute als Konstrukt ohne Quellengrundlage verworfen.
Karl der Große etablierte nach der Niederwerfung der einheimischen Bevölkerung des Südostens seines Reiches dort das Grafschaftsprinzip. Der neue Zentralherrscher setzte Grafen als seine Stellvertreter vor Ort ein. Zentralgewalt und zentrale Gerichtsbarkeit standen mittelbar in der Tradition der rechtlichen Fundierung der kaiserlichen Herrschaftsgewalt im Römischen Reich und beruhten außer gegenüber den Franken und Langobarden, deren König Karl der Große war, zunächst auf dem Recht des Eroberers und wurden durch Kapitulariengesetzgebung und das Institut der Königsboten zur Geltung gebracht. Im Fränkischen Reich bezeichnete der comitatus seit dem Ende des 8. Jahrhunderts den Amtsbezirk eines Grafen (comes, grafio). Dieser war gleichzeitig oberster Richter und Führer eines Heerbanns im Auftrag des Herrschers. Ihm zugeordnet waren Zentmarken oder Hundertschaften, die oft durch Zentgrafen verwaltet wurden. Im Zent(grafen)gericht fungierten diese als Schöffen. Den süddeutschen Zentgerichten entsprachen in Norddeutschland die Gogerichte.
Auch die lateinische Bezeichnung pagus, die spätestens mit der Spätantike zu einem festen Bestandteil der römischen Regionalverwaltung geworden ist, wird traditionell und schon zeitgenössisch mit Gau wiedergegeben (z. B. 768 der pagus Aregaua, der heutige Kanton Aargau).

### Verwendung der Bezeichnung „Gau“ im Deutschen Kaiserreich
Im Deutschen Kaiserreich war „Gau“ eine übliche Bezeichnung der Bezirke einer Gewerkschaft, so etwa beim Deutschen Tabakarbeiterverband. Demgemäß hießen die Bezirksleiter „Gauleiter“.

### Der Gau-Begriff in der Weimarer Republik

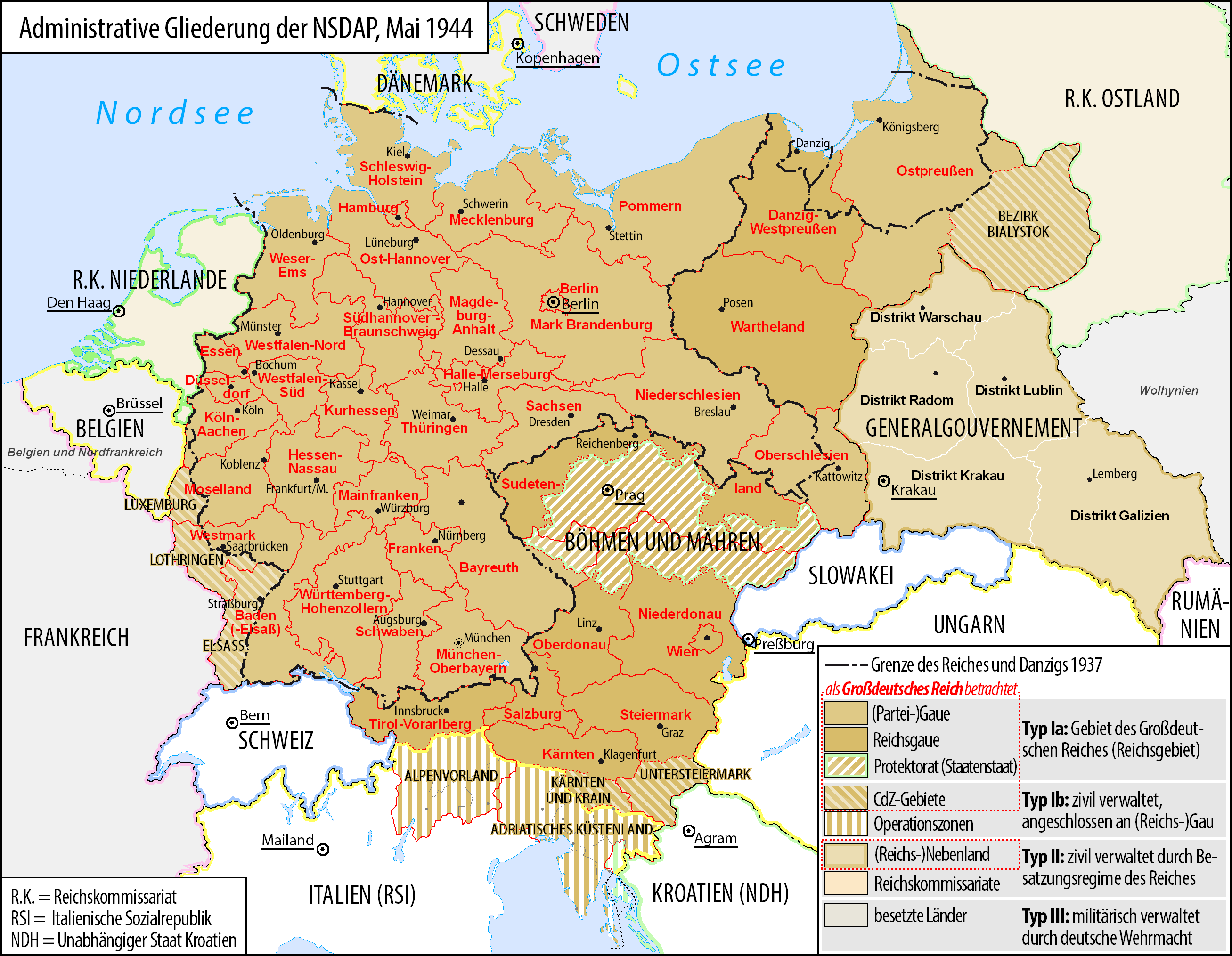
Parteigaue (hellbraun), Reichsgaue (dunkelbraun) und Generalgouvernement, Mai 1944

Die in der Weimarer Republik, speziell ab Mitte der 1920er Jahre aktiven politischen Kampfverbände, verwendeten den Begriff Gau zur Bezeichnung der obersten territorialen Gliederungsebene nach der Bundes- bzw. Reichsebene. So sah das Reichsbanner Schwarz-Rot-Gold bereits seit seiner Gründung am 22. Februar 1924 eine Einteilung in Gaue vor. Die als Roter Frontkämpferbund (RFB) bekannte Wehrformation der KPD führte auf Beschluss der Zweiten Reichskonferenz ab dem Mai 1925 ebenfalls eine Gliederung nach Gauen ein.

### Gaue als Bezirke der NSDAP
Die NSDAP war von 1925 bis zum Zusammenbruch des Deutschen Reiches 1945 territorial gleichfalls in Gaue gegliedert, geführt von einem Gauleiter, siehe Struktur der NSDAP#Die 43 Gaue (1941) inkl. Gauleiter. Davon leiteten sich die Gauligen im Fußball und im Handball ab. Die dem Deutschen Reich zwischen 1938 und 1939 eingegliederten Gebiete Österreichs (→ Ostmarkgesetz), des Sudetenlandes und Westpolens wurden als Reichsgaue verwaltet.

## Heutige Verwendung des Begriffs

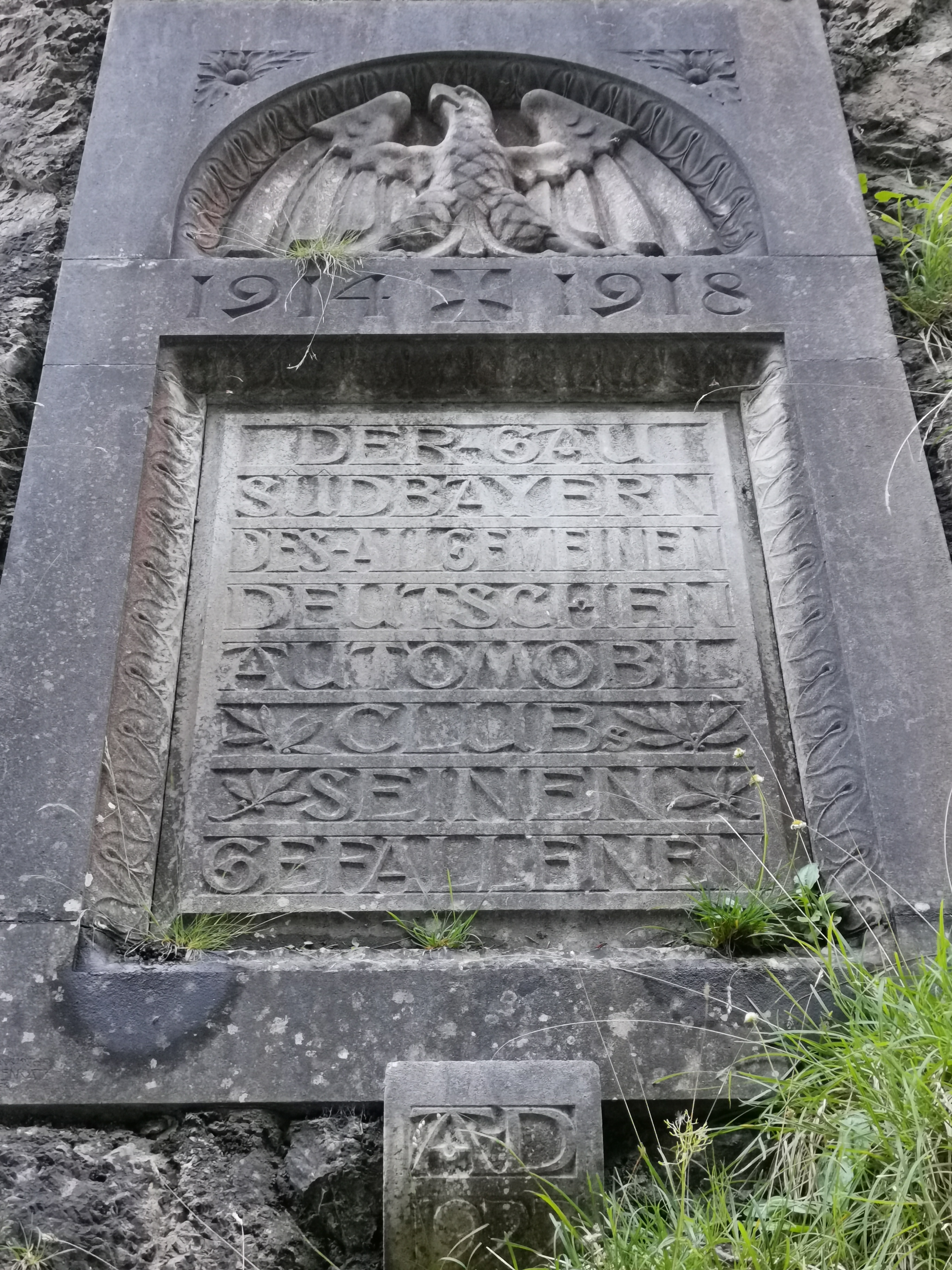
Gau Südbayern auf einem Kriegerdenkmal des ADAC von 1922

### Ortsnamensbestandteile
- Oberammergau, Rodgau, Bad Saulgau, Warngau, Wallgau, Schongau, Regau in Oberösterreich, ahd. repagoue Rebengau für Weinbaugebiet
- Gau- ist ein Präfix im Namen von acht Ortschaften im Rheinhessischen Hügelland, einem der waldärmsten Gebiete Deutschlands, (Gau-Algesheim, Gau-Bickelheim, Gau-Bischofsheim, Gau-Heppenheim, Gau-Köngernheim, Gau-Odernheim, Gau-Weinheim, Gaugrehweiler), welche durch das Präfix (wie auch Frei-Laubersheim) von namensgleichen Siedlungen im angrenzenden waldreichen Westen (Waldalgesheim, Waldböckelheim, Odernheim am Glan, Waldgrehweiler, Waldlaubersheim) oder jenseits des Rheins im Osten (Bischofsheim (Mainspitze), Heppenheim (Bergstraße)) unterschieden werden.
- Landschafts- oder Bezirksnamen als Unterscheidungszusatz bei mehrfach vorkommenden Ortsnamen (beispielsweise Freiburg im Breisgau, St. Michael im Lungau, Eben im Pongau, Conters im Prättigau).

In Flur- und Siedlungsnamen ist die Etymologie eines Wortendes …gau unklar, weil es sich auch um eine Zusammensetzung mit -au (Aue) handeln kann:
- Burgau, aus Burg-Gau (Verwaltungsraum eines Burgherrn) oder Burg-Aue (dem nahen Burgherrn gehörendes Auland)
- Lengau in Oberösterreich, möglicherweise entstanden aus ahd. *bi zuo demo langin/lengin gouue „im langgestreckten Gau(ort)“ oder aber ahd. *bi zuo dero langin/lengin ouwa „in der langgestreckten Au“[9]

### Landschaftsnamen
Das Badnerlied beginnt mit den Worten Das schönste Land in Deutschlands Gau'n.
Auch die Bayernhymne wird eingeleitet mit Gott mit dir, du Land der Bayern, deutsche Erde, Vaterland! Über deinen weiten Gauen ruhe Seine Segenshand!
In folgenden Staaten hat sich -gau, -gäu als Teil von Bezeichnungen für Landschaften erhalten:
- Deutschland: Albgau, Allgäu, Ambergau, Ammergau, Argengau, Augau, Auelgau, Bachgau, Bliesgau, Breisgau, Brukterergau, Buchengau, Chattengau, Chiemgau, Deutzgau, Dreingau, Düffelgau, Eifelgau, Eppinger Gäu, Gäu (Landschaft in Baden-Württemberg), Gäu (Pfalz), Gäuboden, Gollachgau, Grönegau, Heckengäu, Hegau, Heilangau, Hörselgau, Inngau, Isengau, Ittergau, Gilde-/Keldagau (früher falsch Keldachgau), Klettgau, Knetzgau, Kölngau, Korngäu, Kraichgau, Leinegau, Linzgau, Lobdengau, Lochtropgau, Mistelgau, Nibelgau, Nordthüringgau, Ochsenfurter Gau, Perfgau, Pfinzgau, Pfullichgau (Herzogtum Schwaben), Plumgau, Rangau, Rheingau, Ringgau, Rodgau, Rottachgau, Rupertigau, Saargau, Stevergau, Strohgäu, Sülberggau, Ufgau, Venkigau, Waldsassengau, Wasgau, Westfalengau, Wetigau, Wonnegau, Zabergäu. Auch die mittelbadische Landschaft der Ortenau – zwischen dem Ufgau im Norden und dem Breisgau im Süden – wird ebenso von Gau abgeleitet wie die südhessische Wetterau
- Österreich: Attergau (im Salzkammergut), Mattiggau, Nibelungengau (Neuschöpfung im Donautal), Strudengau

Salzburg: (historisch) Salzburggau, angrenzend: Inngau, Attergau (OÖ),
Salzburg: Flachgau, Tennengau, Pongau, Pinzgau, Lungau (hier zugleich Verwaltungsbezirke).
Vorarlberg: Walgau
Historisch: Traungau
- Schweiz: Aargau, Klettgau, Prättigau, Rheingau, Surseer Gäu, Solothurnisches Gäu, Thurgau
- Frankreich (Elsass): Sundgau
- Italien (Südtirol): Vinschgau

Historische Gaunamen:
- Schweiz: Augstgau, Bargengau, Buchsgau, Elsgau, Frickgau, Sisgau, Ufgau (Berner Oberland), Zürichgau
- Luxemburg: Wavergau
- Belgien: Ardennengau, Brabantgau, Haspengau, Hennegau, Lommegau, Lüttichgau, Mepsegau, Methingau
- Niederlande: Gorecht, Fivelgo, Hunsingo, Ostergo, Westergo (in friesischen Gebieten ist Gau gleich Go)

### Regionalgruppen von Vereinen
Turnerbünde (siehe Turngau), Gruppen der Bündischen Jugend und der Pfadfinderbewegung, Trachtenverbände und Schützenbünde (zum Beispiel bei Gaumeisterschaften) verwenden den Begriff. Auch der ADAC verwendete bis 2014 für die Regionalclubs die Bezeichnung Gaue. In Österreich hat der Österreichische Turnerbund (ÖTB) teilweise eine Gliederung in Turngaue, der Deutsche Turner-Bund spricht von Gau. Der Schwäbische Albverein ist seit 1894 in Gaue aufgeteilt.

### Bezirke
Die Bezirke des Bundeslandes Salzburg heißen zwar offiziell nach ihrem Verwaltungssitz, allgemein werden sie aber nach ihrer alten Bezeichnung Gaue genannt, etwa Gebirgsgaue für das Innergebirg (Pongau, Pinzgau, Lungau, außergebirg den Flachgau, Tennengau). Früher gab es z. B. außergebirg nur den Salzburggau, der Gebiete des damals Salzburg zugehörigen, nun bayerischen Rupertiwinkels mitumfasste. Diese Bezeichnungen werden auch als Unterscheidungszusatz im offiziellen Ortsnamen für mehrfach vorkommende Namen verwendet, wie beispielsweise bei St. Johann im Pongau.

## Gau für fremdsprachliche Begriffe
Das Wort wird auch für folgende fremdsprachliche Begriffe verwendet:
- altägyptisch sp3.t (sepat), Verwaltungsbezirke im alten Ägypten, siehe Gau (Ägypten)
- ehemalige Verwaltungseinheiten auf der Pazifikinsel Nauru (heute unabhängige Republik) vor 1968, siehe Verwaltungsgliederung Naurus
- Tikina, traditionelle Verwaltungseinheiten auf Fidschi[14]

Für Margaret Carroux, die die Roman-Trilogie Der Herr der Ringe 1969–1972 erstmals ins Deutsche übersetzte, war der „Gau“ zwar die eheste Übersetzung von The Shire, der Heimat der Hobbits; aufgrund der Verwendung von „Gau“ im Nationalsozialismus wählte sie jedoch „Auenland“.